# Heerlijkheid Blankenhain
Blankenhain was een tot de Opper-Saksische Kreits behorende heerlijkheid binnen het Heilige Roomse Rijk.

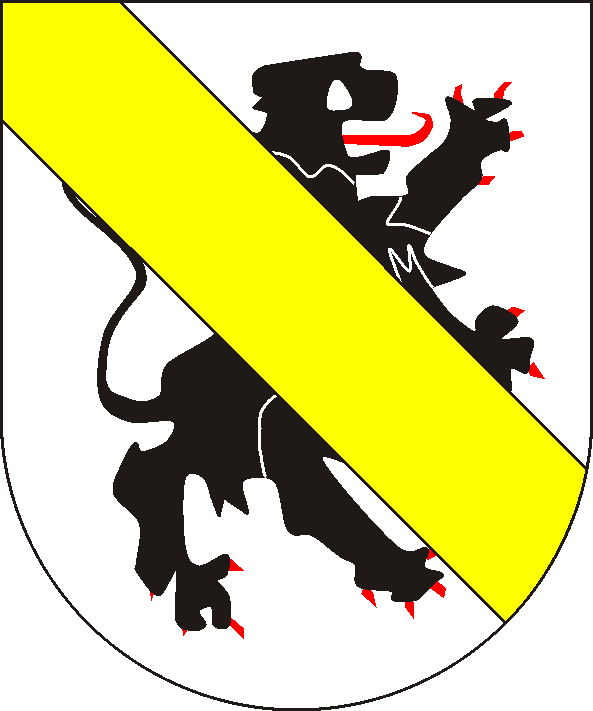
heerlijkheid Blankenhain

Sinds 1256 woonde er een tak van de heren van Meldingen op Blankenhain. Zij hadden de burcht en de heerlijkheid in leen van het keurvorstendom Mainz. Na het uitsterven van de heren van Blankenhain in 1415 kwam de heerlijkheid aan een tak van de graven van Gleichen. Deze resideerden tot hun uitsterven in Blankenhain. Na het uitsterven van de graven van Gleichen in 1631 ontstond er een erfstrijd. Uiteindelijk kwam de heerlijkheid in 1639 aan de graven van Hatzfeld als leen van Keur-Mainz.
Na het uitsterven van Hatzfeld in 1794 viel de heerlijkheid aan de leenheer, het keurvorstendom Mainz.
In paragraaf 3 van de Reichsdeputationshauptschluss van 25 februari 1803 werden alle bezittingen van Mainz in Thüringen aan het koninkrijk Pruisen toegewezen, waardoor ook Blankenhain aan Pruisen kwam.
In de Vrede van Tilsit van 1807 moest Pruisen al zijn gebied ten westen van de Elbe afstaan. Blankenhain kwam toen als deel van het gebied Erfurt onder direct bestuur van Frankrijk. Na de verdrijving van de Franse troepen in 1813 nam Pruisen weer bezit van het land. Het Congres van Wenen in 1815 kende de heerlijkheid Blankenhain toe aan het groothertogdom Saksen-Weimar-Eisenach.

## Regenten
| regering  | naam                  | geboren    | overleden  | familie |
| --------- | --------------------- | ---------- | ---------- | ------- |
| 1639-1658 | Melchior van Hatzfeld | 10-10-1593 | 9-1-1658   |         |
| 1639-1673 | Herman                | 12-7-1603  | 23-10-1673 | broer   |
| 1673-1685 | Frans                 | 24-4-1638  | 2-2-1685   | zoon    |
| 1673-1683 | Hendrik               | 1648?      | 6-8-1683   | broer   |
| 1683-1738 | Frans                 | 16-4-1676  | 27-2-1738  | zoon    |
| 1738-1779 | Frans Philips Adriaan | 2-3-1717   | 5-1-1779   | zoon    |
| 1779-1794 | Frederik Karel        | 7-8-1773   | 23-5-1794  | zoon    |